# Gabriel Baer

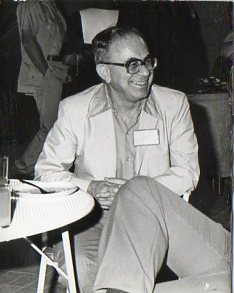
Gabriel Baer

Gabriel Baer (geb. am 13. Januar 1919 in Berlin; gest. am 22. September 1982 in Jerusalem) war ein deutschstämmiger, israelischer Sozialhistoriker des Nahen Ostens. Er leistete Pionierarbeit in diesem Forschungsgebiet durch die Anwendung sozialwissenschaftlicher Methoden.

## Leben
Baer wurde 1919 in Berlin geboren und kam 1933 nach Palästina, wo er sich in Haifa niederließ. Der enge Kontakt mit Arabern motivierte ihn, sich mit der arabischen Gesellschaft, ihrer Geschichte und Kultur zu beschäftigen. Er studierte Arabische Literatur und Geschichte des Islam an der Hebräischen Universität Jerusalem und an der Amerikanischen Universität Beirut.
1954 wurde er Mitarbeiter an der Hebräischen Universität Jerusalem. Ab diesem Jahr spielte er eine wichtige Rolle bei der Entwicklung der Nahoststudien als Universitätsdisziplin. Für viele Jahre war er Leiter des Instituts für Asien- und Afrikaforschung an der Hebräischen Universität. Er war außerdem Vorsitzender der Israel Oriental Society und gab deren Zeitschrift, die Hamizrah Hehadash, von Band 5 bis 17 heraus.
1965 gründete er das Journal for Asian and African Studies und war von Band 1 bis 14 dessen Herausgeber. Baer war zudem einer der Initiatoren des Israeli Academic Center in Cairo.

## Forschungsschwerpunkt und wissenschaftlicher Beitrag
Gabriel Baer widmete seine Forschung zunächst dem modernen Ägypten, bevor er seinen Blick auf den gesamten Nahen Osten ausweitete – von der Neuzeit bis ins Mittelalter. Im Zentrum seines Interesses stand der soziale Wandel. Dabei beschäftigte er sich unter anderem mit Formen des Grundbesitzes, mit Gilden sowie mit den Beziehungen zwischen Stadt und Land. Auch gegenwärtige gesellschaftliche Phänomene des Nahen Ostens bezog er in seine Arbeit ein. Innerhalb dieses weiten Spektrums analysierte er konkrete Entwicklungen wie die Sesshaftwerdung nomadischer Gruppen, agrarsoziale Strukturen, die Stellung der Frau, Urbanisierungsprozesse, Aufstände, Sozialgesetzgebung sowie ökonomische und soziale Aspekte des Waqf.
Seine Dissertation bildete die Grundlage für sein Werk A History of Landownership in Modern Egypt, 1800–1950 (1962). Darin zeichnete Baer nach, wie in Ägypten aus staatlichem Landbesitz privates Eigentum wurde – ein Prozess, der zu wachsender sozialer Ungleichheit führte. Zugleich arbeitete er heraus, wie sich auf dieser ökonomischen Grundlage eine neue politische Elite formierte, die das Land in der ersten Hälfte des 20. Jahrhunderts maßgeblich prägte.
In seiner Studie Egyptian Guilds in Modern Times (1964) beschrieb und analysierte Baer die Strukturen der ägyptischen Gilden und deren Bedeutungsverlust. Nach Baers Deutung war der Niedergang der Gilden ein wesentlicher Grund für die politische Schwäche der Städte im Nahen Osten. In Studies in the Social History of Modern Egypt (1969) weitete er den Rahmen aus und untersuchte nun den Wandel anderer sozialer Institutionen in der Moderne wie Dorfgemeinschaften, die Sklaverei und Stadtverwaltungen.
Später verlagerte Baer seinen Forschungsschwerpunkt auf soziale Institutionen und deren Wandel in weiteren Teilen des Nahen Ostens, etwa in Anatolien, Syrien und Palästina. Die Ergebnisse dieser Arbeit veröffentlichte er in dem Band Fellah and Townsman in the Middle East. Studies in Social History (1982).
In seinen letzten Schaffensjahren beschäftigte er sich mit dem Waqf vom Mittelalter bis in die Moderne. Baer war überzeugt, dass sich durch die Analyse dieser islamischen Stiftungspraxis gesellschaftliche und wirtschaftliche Entwicklungen im Nahen Osten besser nachvollziehen lassen.
Auch zur Encyclopaedia of Islam leistete Baer zahlreiche Beiträge.
Seine Arbeiten fanden weltweit Anerkennung. 1976 wurde er mit dem Israel-Preis für Arabischen Linguistik ausgezeichnet. Mehrere seiner Bücher wurden ins Arabische übersetzt und fanden dort weite Verbreitung. Baers Forschung beeinflusste maßgeblich die nächste Generation von Nahostwissenschaftlern. 
Als Hochschullehrer leistete Baer einen wesentlichen Beitrag zur Modernisierung der Nahostgeschichte, indem er Lehrveranstaltungen einführte, in denen sozialwissenschaftliche Methoden zum Einsatz kamen. Viele seiner Schüler wurden später selbst führende Nahostwissenschaftler in Israel.

## Schriften (Auswahl)
- A History of Landownership in Modern Egypt, 1800–1950 (London: Oxford University Press, 1962)
- Egyptian Guilds in Modern Times (Jerusalem: Israel Oriental Society, 1964)
- Studies in the Social History of Modern Egypt (Chicago and London: The University of Chicago Press, 1969)
- Fellah and Townsman in the Middle East, Studies in Social History (London: Frank Cass, 1982)

Für eine Liste der Veröffentlichungen siehe: Miriam Hoexter: List of Publications of Gabriel Baer. In: Studies in Islamic Society. Contributions in Memory of Gabriel Baer. Hrsg. v. Gabriel R. Warburg und Gad G. Gilbar, Haifa University Press, 1984, ISBN 965-222-041-8. S. 315–321.